# 내람
내람(일본어: 内覧 나이란[*])은 일본 역사상의 용어로, 일본 천황에게 올리는 문서와 천황이 재가한 문서 일체를 먼저 볼 수 있는 권리, 혹은 그 권리를 가진 영외관(令外官)의 역직을 말한다.
보통 율령제 일본의 최고위직에 해당하는 섭정·관백에게 내람의 교지를 내리는 경우가 많으나, 그 외에도 좌대신(左大臣)·우대신(右大臣)·내대신(内大臣), 또는 대납언(大納言)·중납언(中納言) 급에게 내람의 교지를 내리는 경우도 있다. 오섭가(五摂家)가 나뉜 뒤에는 섭관(섭정·관백) 경험자에게 내람의 지위를 주어 현직 섭관과 함께 정무에 참여하게 하는 예도 보인다.

## 섭관 이외에 내람의 교지를 받은 주요 예
- 고다이고 천황 때는 섭관을 두지 않고, 후지와라 도키히라(藤原時平)와 스가와라 미치자네(菅原道真)가 내람이 되었다.
- 레이제이 천황 때에 셋쇼 후지와라 고레타다(藤原伊尹)가 사망하자 그의 동생 후지와라 가네미치(藤原兼通)가 관백으로 취임하게 되었으나, 당시 가네미치의 관직이 츄나곤에 불과하여 관백 취임 요건을 만족하지 못하였다. 그래서 가네미치는 일단 내람 겸 내대신에 임명된 뒤에 내대신 관위를 고쳐 관백으로 취임하였다.
- 이치조 천황 때, 관백 후지와라 미치타카(藤原道隆)가 중태에 빠지자 적남 후지와라 고레치카(藤原伊周)가 미치타카가 회복될 때까지 기간 한정으로 내람이 되었다. 그러나 미치타카가 회복하지 못하고 타계하자 고레치카의 내람도 정지되었다.
- 그 뒤, 미치타카의 뒤를 이은 동생 후지와라 미치카네(藤原道兼)도 타계하여, 후지와라 미치나가(藤原道長)와 고레치카가 관백의 계승권을 두고 다투었으나, 이치조 천황은 미치나가를 내람에 임명한다는 결정을 내렸다. 미치나가도 태정관(太政官)을 정치적 기반으로 유지하기 위하여 관백에 취임하기를 바라지 않아서, 미치나가가 손자인 고이치조 천황의 섭정으로 취임할 때까지 20년간 ‘내람좌대신’으로서 최고 권력을 행사하여, 섭관 부재 상태가 이어졌다.
- 고노에 천황 때, 섭정 후지와라 다다미치(藤原忠通)가 부친 후지와라 다다자네(藤原忠実)의 노여움을 사서 후지와라 가문 영수의 자리를 동생 후지와라 요리나가(藤原頼長)에게 빼앗겼을 때, 다다자네는 천황에게 다다미치의 관백 해임을 요구하였으나, 인세이(院政)를 하고 있던 도바 법황의 개입으로 다다미치를 관백에 유임시키는 대신에 요리나가에게 내람의 교지를 내렸다(관백과 내람이 병존한 일은 이때까지는 있을 수 없는 일이었다). 그러나 도바 법황도 다다자네의 인사 개입에 내심 불쾌감을 품어, 고노에 천황이 급사하자 즉시 요리나가를 내람에서 해임하였는데, 이는 뒤의 호겐의 난의 한 원인이 되었다.
- 난보쿠초 시대의 고노에 쓰네타다(近衛経忠)는 북조의 고묘 천황의 관백이었으나 출분하여 남조에 참가하였다. 남조의 고다이고 천황은 섭관을 두지 않는 방침이었으나, 쓰네타다의 충성에 기뻐하여 특별히 내람에 임명하였다.